# پل گونار میککلسپلس
پل گونار میککلسپلس (انگلیسی: Pål Gunnar Mikkelsplass؛ زادهٔ ۲۹ آوریل ۱۹۶۱) ورزشکار دوگانه، و اسکی‌باز صحرانوردی اهل نروژ است.